# Landgericht Teuschnitz

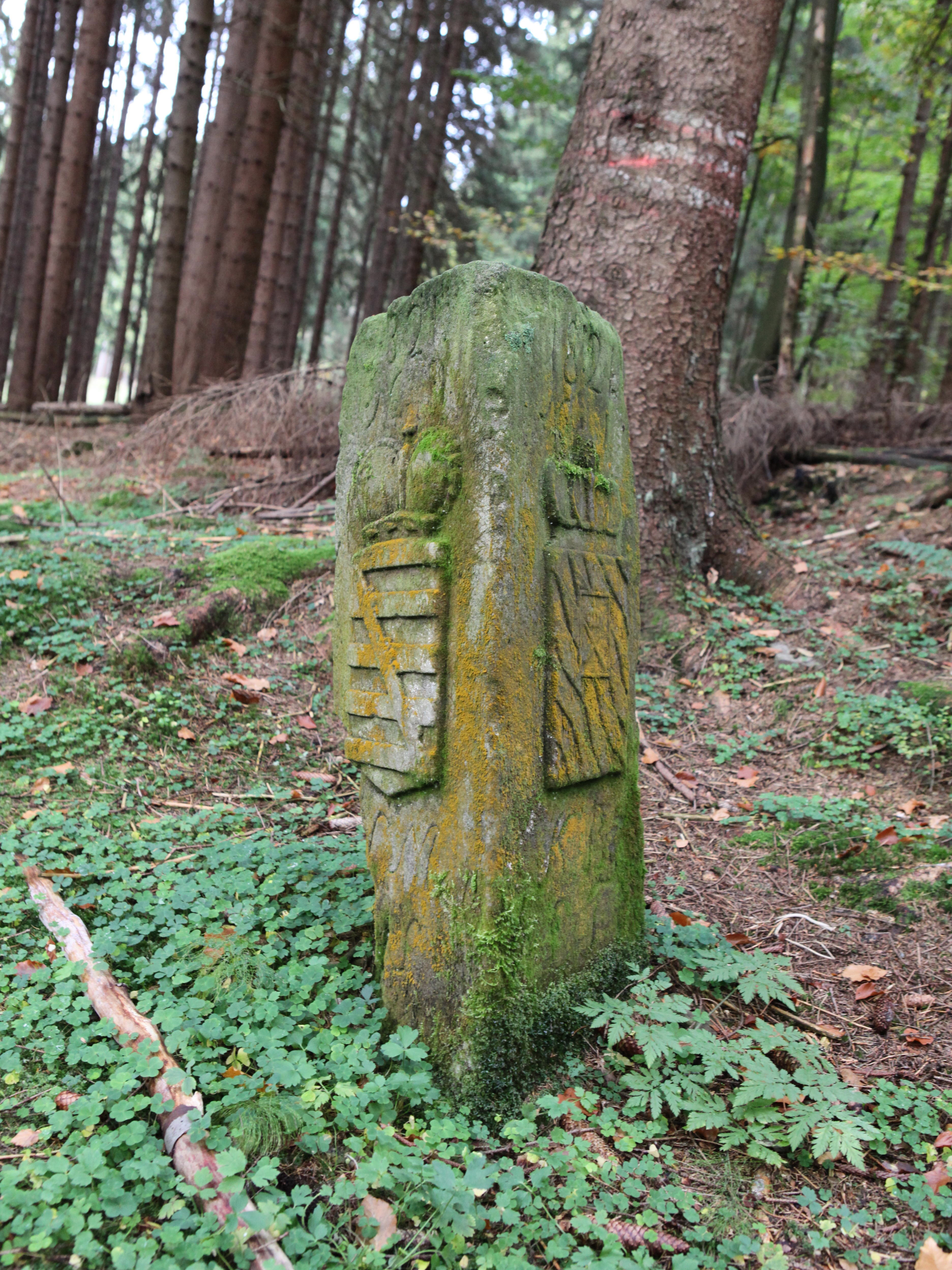
Grenzstein von 1821: bezeichnet mit KB (Königreich Bayern) und LL (Landgericht Lauenstein) auf der Nordostseite, KB (Königreich Bayern) und LT (Landgericht Teuschnitz) auf der Südostseite, dem Wappen des Herzogtums Sachsen-Meiningen und SM (Sachsen-Meiningen) und AS (Amt Sonneberg) auf der Westseite.

Das Landgericht Teuschnitz war ein von 1803 bis 1837 bestehendes bayerisches Landgericht älterer Ordnung mit Sitz in Teuschnitz im heutigen Landkreis Kronach.

## Geschichte
Im Jahr 1803 wurde im Verlauf der Verwaltungsneugliederung Bayerns das Landgericht Teuschnitz errichtet. Dieses wurde nach der Gründung des Königreichs Bayern dem Mainkreis zugeschlagen.
Im Jahr 1837 schied Teuschnitz aus dem Landgericht aus. Zugleich entstand das Landgericht Nordhalben, das ansonsten deckungsgleich mit dem Landgericht Teuschnitz war.

## Struktur

### Steuerdistrikte
Im Rahmen des Gemeindeedikts wurde 1808 das Landgericht in fünf Steuerdistrikte untergliedert, die dem Rentamt Rothenkirchen unterstanden:
- Birnbaum mit Effelter, Effeltermühle, Höpfermühle, Hubertushöhe und Steinhausmühle;
- Lahm mit Geschwend, Grümpel, Hesselbach, Kremnitzschneidmühle, Neuenbach, Obergrümpelmühle, Untergrümpelmühle und Wilhelmsthal;
- Nordhalben mit Buckenreuth, Fichteramühle, Ködelberg, Neumühle, Regberg, Rüblesgrund, Stengelshof, Streitmühle, Thomasmühle und Wetthof;
- Teuschnitz mit Bastelsmühle, Finkenmühle, Kremnitzmühle, Wickendorf und Wiesenmühle;
- Tschirn mit Dobermühle, Gemeindeschneidmühle, Rappoltengrün und Waffenhammer.

### Gemeinden
Mit dem Zweiten Gemeindeedikt (1818) wurden neun Ruralgemeinden gebildet:
- Birnbaum mit Hubertushöhe und Steinhausmühle;
- Effelter mit Effeltermühle;
- Hesselbach mit Geschwend, Grümpel und Neuenbach;
- Lahm mit Kremnitzschneidmühle, Obergrümpelmühle und Untergrümpelmühle;
- Nordhalben mit Buckenreuth, Fichteramühle, Ködelberg, Neumühle, Regberg, Rüblesgrund, Stengelshof, Streitmühle, Thomasmühle und Wetthof;
- Nurn mit Ehrenbachsschneidmühle und Teichenbach;
- Rappoltengrün;
- Teuschnitz mit Bastelsmühle, Finkenmühle, Kremnitzmühle, Wickendorf und Wiesenmühle;
- Tschirn mit Dobermühle, Gemeindeschneidmühle und Waffenhammer.

1818 wurde Höpfermühle von Birnbaum nach Steinberg umgemeindet.